# Z 9056 à 9059 / Z 6006 à 6009
Les Z 9056 à 9 devenues Z 6006 à 9 sont quatre anciennes automotrices électriques de la SNCF, prototypes des Z 6100. Avec cette dernière série, elles permettent d'éliminer en 1970 les locomotives à vapeur 141 TC de la banlieue nord de Paris.

## Histoire

### L’électrification de la banlieue Nord
En 1958, la section de Paris-Nord à Creil via Chantilly de la ligne de Paris-Nord à Lille est mise sous tension et les locomotives électriques prennent alors le relai des locomotives à vapeur sur les trains directs et les trains omnibus ; pour ces derniers trains, les voyageurs doivent se contenter des austères voitures de banlieue Nord datant des années 1930, lesquelles formaient des rames réversibles de huit voitures remorquées par des BB 16500. Ce matériel n'était ni confortable pour les voyageurs à cause des banquettes en bois, ni pratique à exploiter, notamment en raison du poids élevé de ces rames (400 tonnes) et du faible nombre de portes par voiture.
Dès l’électrification de la ligne, la SNCF prévoyait de mettre au point de nouvelles automotrices de banlieue et de maintenir en service, jusqu'à la livraison de ces automotrices, les voitures de banlieue dont l'équipement de réversibilité fut adapté aux locomotives électriques.

### Conception
Les automotrices à construire représentent un défi technique important en raison du volume important des équipements électriques par rapport à ceux d'une rame à courant continu. Au lieu de disposer ces équipements sous le plancher, les ingénieurs optent pour une automotrice comportant.
- des remorques non motorisées
- une motrice dotée d'un compartiment moteur

Cette disposition fut également reprise, en courant continu, sur les automotrices Z 7100, toutefois, les automotrices de banlieue monophasées seraient composés de trois éléments insécables, dotés de l'intercirculation (sans soufflets). Sur ces automotrices, un seul bogie est moteur ; il s'agit d'un bogie monomoteur, proche de celui essayé avec succès sur les BB 9400 et BB 16500.
La caisse est en inox, comme sur les Z 3700 et Z 5100 ; les suspensions sont mécaniques ; pour faciliter l'accès, le plancher est disposé plus bas— 900 mm au-dessus du rail — sauf dans le compartiment surplombant le bogie moteur. Hésitante devant le choix à faire pour l'équipement de traction, la SNCF commanda quatre prototypes[Quand ?].
La mise au point des motrices prototypes étant longue et les essais comparatifs risquant de durer plusieurs années, la SNCF choisit de commander 80 remorques, destinées à former des rames de 8 voitures, ou de 4 voitures utilisées par deux avec les BB 16500 en remplacement des anciennes voitures de banlieue Nord. Ces rames pourraient ensuite être désaccouplées et utilisées comme remorques avec de nouvelles motrices, ce qui ne sera finalement pas fait ; de nouvelles voitures RIB seront même commandées pour les banlieues Nord, Est et Ouest.
Les quatre rames prototypes Z 9056 à 9059 sont livrées en 1960 au dépôt de la Chapelle. Tout comme les RIB 60, les Z 6006 et 6007 sont équipées de bogies types A Jacquemin, d'un moteur monophasé et des redresseurs au silicium[pas clair]. La Z 6008 expérimente un moteur monophasé à collecteurs et un deuxième système d'alimentation du moteur situé dans le petit compartiment de la remorque voisine. Un système de clés et de commutateurs permettait de passer d'un système de traction à l'autre. Elle est finalement remise au type en 1964.

### Fin de carrière
Elles cessent leur service commercial en octobre 1995, les Z 6007 et 6009 étant alors radiées. Les deux éléments qui subsistent demeurent rattachés au dépôt de la Chapelle et sont ramenés à deux caisses, afin d'assurer les navettes de personnel entre La Villette et Paris-Est. Mais les problèmes de chauffage en hiver et leur médiocre freinage poussent à les radier en mai 1997.
La Z 6006 sert de pièces détachées pour les autres Z 6100 du dépôt de la Chapelle. La Z 6008 est quant à elle acheminée dans le même objectif au dépôt de la Chapelle le 17 mars 2000, depuis Hellemmes via Creil, en « marchandise roulante » à la vitesse de 50 km/h.
Les Z 6000 sont couplables entre elles et avec des éléments Z 6100, dont elles partagent l'esthétique, pour former des unités multiples, avec un maximum de trois éléments par rame soit neuf caisses.